# اچ‌ام‌اس رپید (اچ۳۲)
اچ‌ام‌اس رپید (اچ۳۲) (به انگلیسی: HMS Rapid (H32)) یک کشتی بود. این کشتی در سال ۱۹۴۲ ساخته شد.